# Pape Maly Diamanka
Pape Maly Diamanka (ur. 9 stycznia 1990 w Dakarze) – senegalski piłkarz występujący na pozycji pomocnika w Gironie FC.